# Monika Larmann
Monika Larmann (* 1953 in Flamersheim als Monika Bädorf) ist eine ehemalige deutsche Fußballspielerin.

## Karriere
Monika Bädorf war Mitglied in einem Leichtathletikverein und trainierte Speerwurf und 800-Meter-Lauf. Sie spielte Fußball zunächst mit ihren vier Brüdern in Flamersheim.
Sie wechselte im Jahr 1971 zu der gerade gegründeten Frauenfußballabteilung des Bonner SC als Abwehrspielerin.
Mit dem Bonner SC gewann sie als Spielführerin im Jahr 1975 das Finale um die deutsche Frauenfußballmeisterschaft. Am 15. Juni 1975 konnte ihr Team vor 2500 Zuschauern im Stadion Pennenfeld nach einem 1:2-Rückstand zur Halbzeit das Spiel gegen den FC Bayern München mit 4:2.
Für den Gewinn der deutschen Meisterschaft erhielt sie 100 Deutsche Mark als Prämie vom DFB. Ein Silberarmband, das sie aus Anlass des Titelgewinns erhalten und das sie dem Archiv des Kreissportbundes Euskirchen für eine Ausstellung zur Verfügung gestellt hatte, wurde im Jahr 2011 aus der Ausstellung entwendet. Entwendet wurde auch die für den vierten Platz bei der Meisterschaft 1974 vom DFB gestiftete Plakette.
Nach dem Gewinn der Meisterschaft beendete sie ihre Karriere im Fußballsport. Sie war lange Zeit für die Kölnische Rundschau tätig.

## Erfolge
- Deutscher Meister 1975
- mehrfacher Gewinn des internationalen Bonner Pfingstturniers
- Gewinn der Fußballmeisterschaft Mittelrhein
- vierter Platz bei der deutschen Fußballmeisterschaft 1974